# Keldenich (Kall)

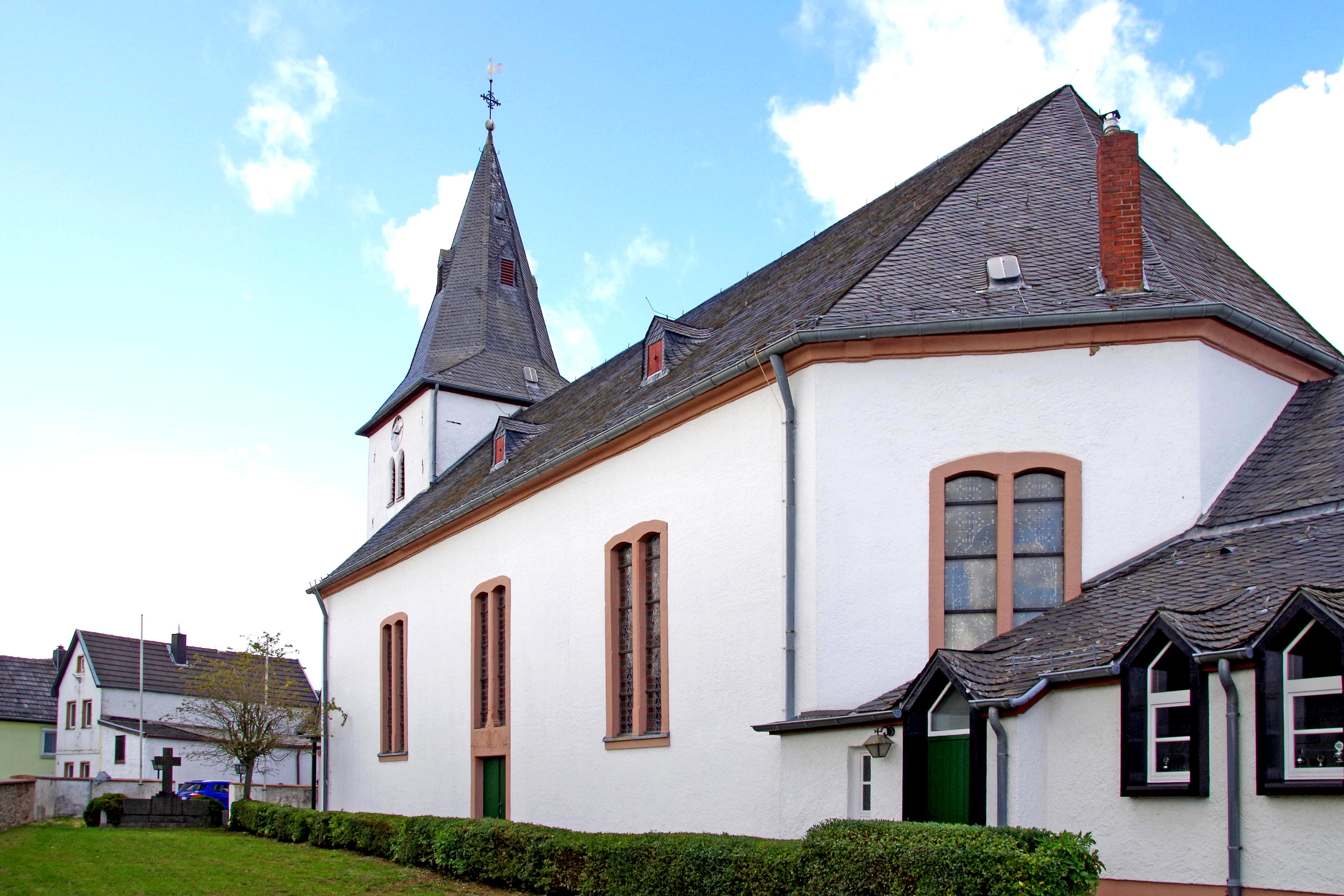
Kirche St. Dionysius Keldenich

Keldenich ist ein östlicher Ortsteil der Gemeinde Kall im nordrhein-westfälischen Kreis Euskirchen. Keldenich verfügt über einen Kindergarten und die katholische Kirche St. Dionysius. Mit etwa 840 Einwohnern ist Keldenich der drittgrößte Ortsteil der Gemeinde Kall.
Der amtierende Ortsvorsteher ist Dustin Möhrer (SPD).

## Geschichte
Bei Keldenich wurden keltische Lanzenspitzen, Werkzeuge und Münzen aus dem 3. Jahrhundert v. Chr. gefunden.
Die Keldenicher Burg ist untergegangen, sie wurde 1630 letztmalig verlehnt. Erbaut wurde sie vermutlich vor 1269 von den Herren von Keldenich bevor sie 1306 durch den Grafen von Jülich an Ritter Heinrich v. Ossendorf übertragen wurde. Möglicherweise wurde das Gebäude als Steinbruch für Gebäude in der Umgebung genutzt.
Am 1. Juli 1969 wurde Keldenich nach Kall eingemeindet.
1980 legten Ewald Koch, Theo Koch, Friedhelm Larres und Erich Poll eine Chronik des Ortes Keldenich vor.

### Wappen
| Wappen der früheren Gemeinde Keldenich | Blasonierung: „In Silber (Weiß) über einem von Gold (Gelb) und Silber (Weiß) gevierteilten und mit silbernem (weißem) Herzschild, darin drei rote Sparren von Ravensberg, wachsend der enthauptete hl. Dionysius in rotem Ornat mit goldenem (gelbem) Heiligenschein, in der Linken den goldenen (gelben) Bischofsstab, in der Rechten sein mit der Mitra bedecktes Haupt vor die Brust haltend. Der gevierteilte Schild zeigt in Feld 1 und 4 den rot bewehrten, schwarzen Jülicher Löwen, in 2 und 3 den blau gekrönten und bewehrten bergischen Löwen.“ |
| Wappen der früheren Gemeinde Keldenich | Wappenbegründung: Das Wappen wurde 1958 vom nordrhein-westfälischen Innenminister verliehen. Es ist dem alten Keldenicher Schöffensiegel nachgebildet, welches erstmal 1511 nachgewiesen ist. |

## Verkehr
Am östlichen Ortsrand verläuft die Landesstraße 206. Die nächste Autobahnanschlussstelle ist Nettersheim an der Bundesautobahn 1.
Die VRS-Buslinie 891 der RVK, die überwiegend als TaxiBusPlus nach Bedarf verkehrt, stellt den Personennahverkehr mit Kall und Zingsheim sicher.
| Linie | Verlauf |
| ----- | --- |
| 891   | MiKE (außer im Schülerverkehr): Zingsheim – Keldenich – Kall Siemensring – Kall Bf – (Straßbüsch –) Golbach – Broich (– Schleiden) |

## Kultur und Tourismus
Das Museum Primbsch ist ein privates Kunstmuseum, das Werke des Malers E. O. Primbsch zu verschiedenen Themen wie Landschaften und Blumen sowie gesellschaftskritische Bilder zeigt.
Durch den Ort führt der Radfernweg Eifel-Höhen-Route, die als Rundkurs um und durch den Nationalpark Eifel verläuft. Der Ort wird auch vom Römerkanal-Wanderweg tangiert.